# Kanton Friville-Escarbotin
Der Kanton Friville-Escarbotin ist seit 1985 ein französischer Wahlkreis im Arrondissement Abbeville, im Département Somme und in der Region Hauts-de-France; sein Hauptort ist Friville-Escarbotin.

## Gemeinden
Der Kanton besteht aus 24 Gemeinden mit insgesamt 25.753 Einwohnern (Stand: 1. Januar 2022) auf einer Gesamtfläche von 185,84 km²:
| Gemeinde                               | Einwohner 1. Januar 2022 | Fläche km² | Dichte Einw./km² | Code INSEE | Postleitzahl |
| -------------------------------------- | ------------------------ | ---------- | ---------------- | ---------- | ------------ |
| Allenay                                | 252                      | 2,18       | 116              | 80018      | 80130        |
| Ault                                   | 1.369                    | 5,99       | 229              | 80039      | 80460        |
| Béthencourt-sur-Mer                    | 897                      | 2,95       | 304              | 80096      | 80130        |
| Bourseville                            | 715                      | 8,07       | 89               | 80124      | 80130        |
| Brutelles                              | 199                      | 6,29       | 32               | 80146      | 80230        |
| Cayeux-sur-Mer                         | 2.344                    | 26,29      | 89               | 80182      | 80410        |
| Fressenneville                         | 2.086                    | 8,66       | 241              | 80360      | 80390        |
| Friaucourt                             | 692                      | 4,16       | 166              | 80364      | 80460        |
| Friville-Escarbotin                    | 4.394                    | 8,86       | 496              | 80368      | 80130        |
| Lanchères                              | 889                      | 16,39      | 54               | 80464      | 80230        |
| Méneslies                              | 303                      | 4,04       | 75               | 80527      | 80520        |
| Mers-les-Bains                         | 2.536                    | 5,39       | 471              | 80533      | 80350        |
| Nibas                                  | 828                      | 12,65      | 65               | 80597      | 80390        |
| Ochancourt                             | 320                      | 3,95       | 81               | 80603      | 80210        |
| Oust-Marest                            | 612                      | 5,80       | 106              | 80613      | 80460        |
| Pendé                                  | 1.035                    | 16,43      | 63               | 80618      | 80230        |
| Saint-Blimont                          | 884                      | 6,63       | 133              | 80700      | 80960        |
| Saint-Quentin-la-Motte-Croix-au-Bailly | 1.265                    | 6,91       | 183              | 80714      | 80880        |
| Tully                                  | 544                      | 1,88       | 289              | 80770      | 80130        |
| Valines                                | 638                      | 5,25       | 122              | 80775      | 80210        |
| Vaudricourt                            | 415                      | 2,98       | 139              | 80780      | 80230        |
| Woignarue                              | 751                      | 16,51      | 45               | 80826      | 80460        |
| Woincourt                              | 1.276                    | 4,18       | 305              | 80827      | 80520        |
| Yzengremer                             | 509                      | 3,40       | 150              | 80834      | 80520        |
| Kanton Friville-Escarbotin             | 25.753                   | 185,84     | 139              | 8016       | –            |

Bis zur Neuordnung bestand der Kanton Friville-Escarbotin aus den neun Gemeinden Bourseville, Fressenneville, Friville-Escarbotin, Nibas, Ochancourt, Tully, Valines, Vaudricourt und Woincourt. Sein Zuschnitt entsprach einer Fläche von 56,48 km2. 